# Spanischer Marsch
Spanischer Marsch (Marche espagnole) est une marche de Johann Strauss II (op. 433). L'œuvre est jouée pour la première fois dans un lieu inconnu en 1888.

## Histoire
La marche concertante est composée en 1888 et est dédiée à la régente espagnole Marie-Christine. Cette dernière remercie le compositeur en lui décernant la Grand-Croix de l'Ordre d'Isabelle, une haute distinction espagnole. La date et le lieu exacts de la première de la marche sont inconnus. Elle est cependant jouée le 21 octobre 1888 par son frère Eduard dans la salle de concert de la Musikverein. Cependant, comme il ne s’agit pas de la première, celle-ci a dû avoir lieu avant cette date, vers 1888.

## Durée
Sa durée d'exécution est de 4 minutes et 46 secondes. Elle peut varier selon l'interprétation musicale du chef d'orchestre

## Postérité
La pièce est jouée lors du célèbre concert du nouvel an à Vienne : en 1963 et 1973 (Willi Boskovsky) ; 2006 (Mariss Jansons) ; 2011 (Franz-Welzer Möst).